# Euthera tentatrix
Euthera tentatrix är en tvåvingeart som beskrevs av Friedrich Hermann Loew 1866. Euthera tentatrix ingår i släktet Euthera och familjen parasitflugor. Inga underarter finns listade i Catalogue of Life.